# Neofusiella
Neofusiella es un género de foraminífero bentónico, normalmente considerado un subgénero de Profusulinella, es decir Profusulinella (Neofusiella) de la subfamilia Fusulinellinae, de la familia Fusulinidae, de la superfamilia Fusulinoidea, del suborden Fusulinina y del orden Fusulinida. Su especie tipo es Profusulinella (Neofusiella) pterix. Su rango cronoestratigráfico abarca desde el Serpujoviense (Carbonífero inferior) hasta el Bashkiriense (Carbonífero superior).

## Discusión
Clasificaciones más recientes incluyen Neofusiella en la subfamilia Profusulinellinae, de la familia Profusulinellidae,, en la superfamilia Ozawainelloidea, y en la subclase Fusulinana de la clase Fusulinata.

## Clasificación
Neofusiella incluye a las siguientes especies:
- Neofusiella asymmetrica †
- Neofusiella pterix †